# شهرستان لوث
شهرستان لَوث (انگلیسی: County Louth, ایرلندی: Contae Lú) یک شهرستان در ایرلند و بخشی از منطقه مرزی است؛ که در استان لینستر واقع شده‌است.

## خصوصیات

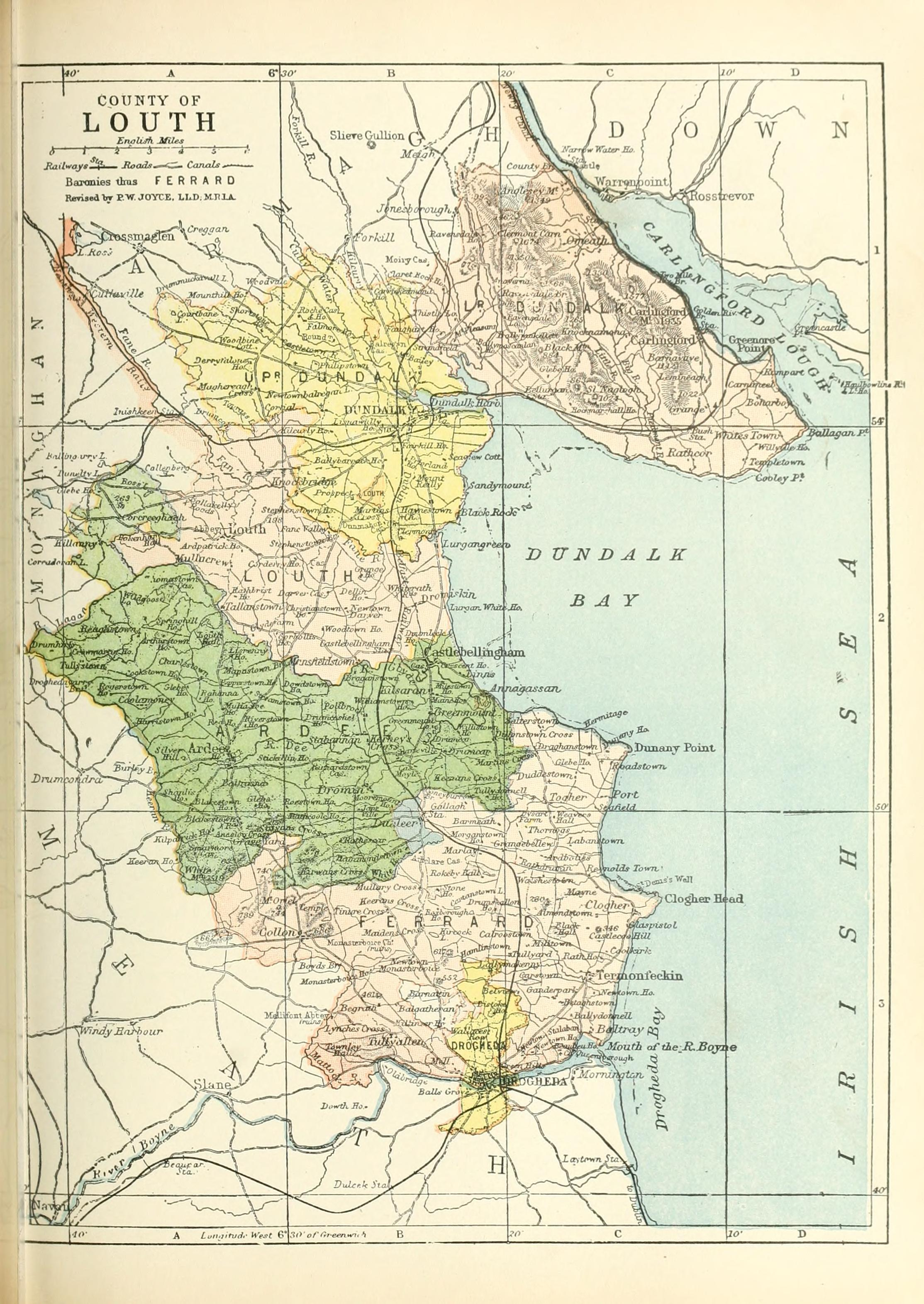
قلمرو بارون‌ها در لَوث

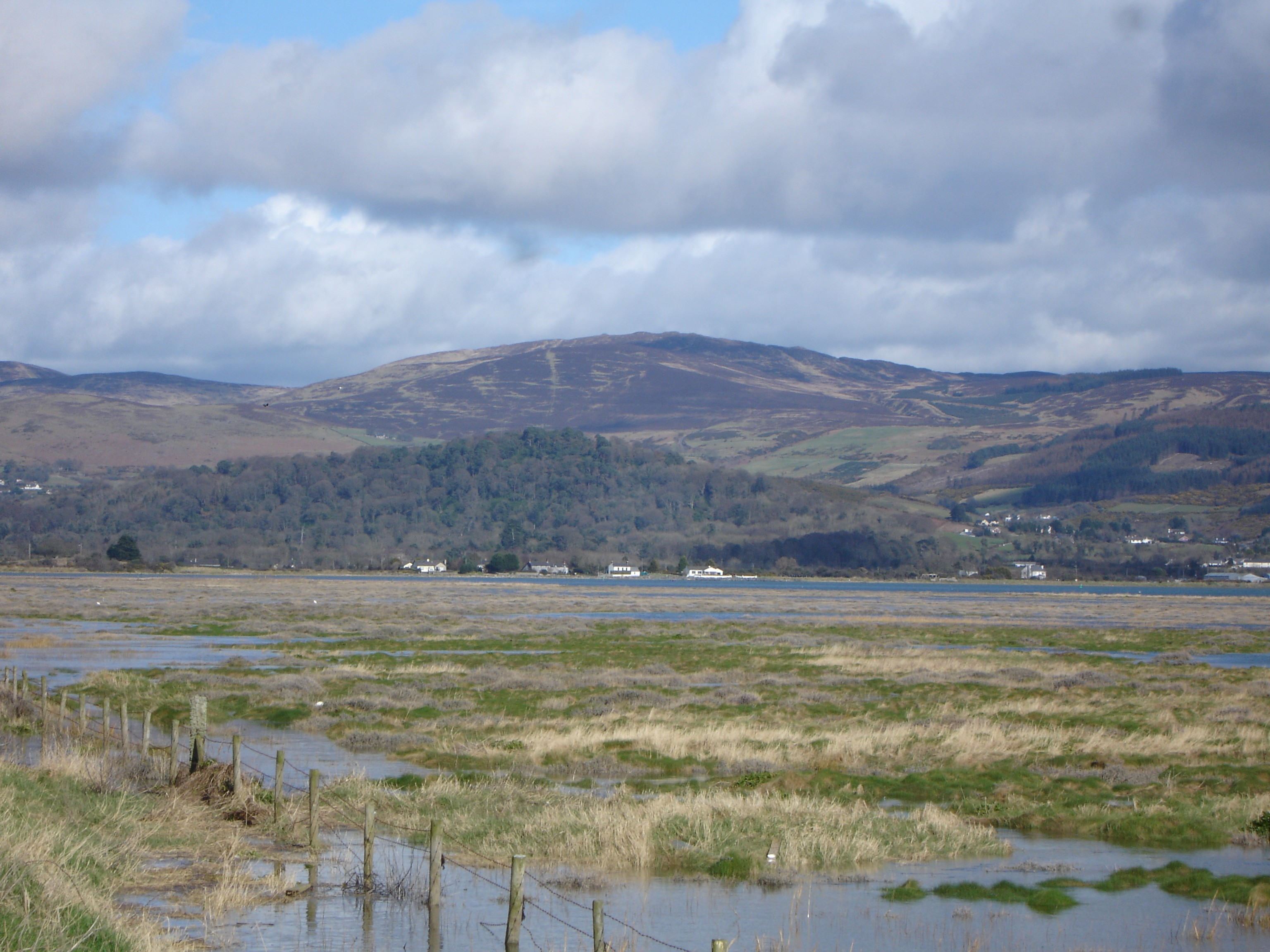
کوهستان کولی

شهرستان لوث ۸۲۶ کیلومتر مربع مساحت و ۱۲۲٬۸۹۷ نفر جمعیت دارد.
از شهرستان لوث در محاوره با عنوان شهرستان ریز (Wee) یاد می‌شود؛ چراکه با وسعت (۸۲۶ کیلومتر مربع (۳۱۹ مایلمربع)، کوچکترین شهرستان ایرلند به شمار می‌رود. از نظر جمعیت رتبهٔ نوزدهم را در کشور دارا است. همچنین در میان ۱۲ شهرستان لینستر، از نظر وسعت کوچکترین و از نظر جمعیت رتبهٔ ششم را دارد.
این شهرستان دومین شهرستان پرجمعیت‌ترین در ایرلند پس از دوبلین، و چهارمین شهرستان از این نظر، در جزیره ایرلند است.

## افراد برجسته

### هنر و سرگرمی
- پیرس برازنان - بازیگر، جیمز باند
- آندریا کُر - خواننده، کرز
- کارولین کُر - موسیقی‌دان، کرز
- جیم کُر - موسیقی‌دان، کرز
- شارون کُر - موسیقی‌دان، کرز
- ایوانا لینچ - بازیگر، هری پاتر
- کتی مگوایر - خواننده / ترانه سرا
- جان مور - کارگردان فیلم
- کالین اودانهیو - بازیگر

### سیاست
- آرتور مورگان - سیاستمدار، شن‌فن

### ورزش
- نیک کولگن - فوتبالیست، در حال حاضر باشگاه فوتبال گریمسبی تاون
- بئاتریس هیل-لاو - تیر و کمان
- گری کلی - فوتبالیست، باشگاه فوتبال لیدز یونایتد
- رابرت کارنی - بازیکن راگبی ایرلند
- کالین لارکین - فوتبالیست، هارتل پول یونایتد
- تامی اسمیت - مفسر فوتبال برای ای‌اس‌پی‌ان
- استیو استانتون - فوتبالیست

## نگارخانه

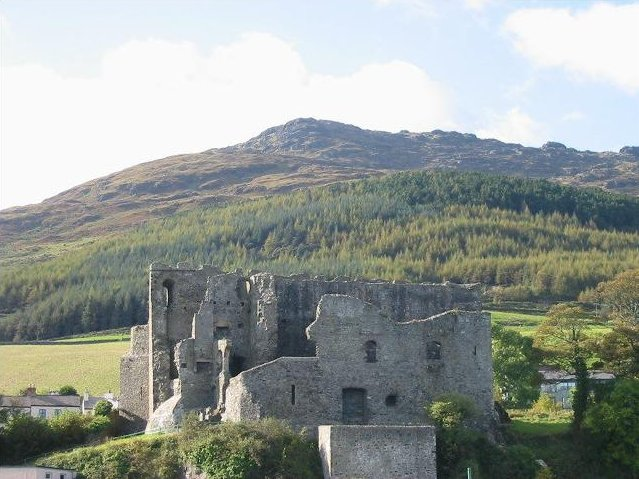
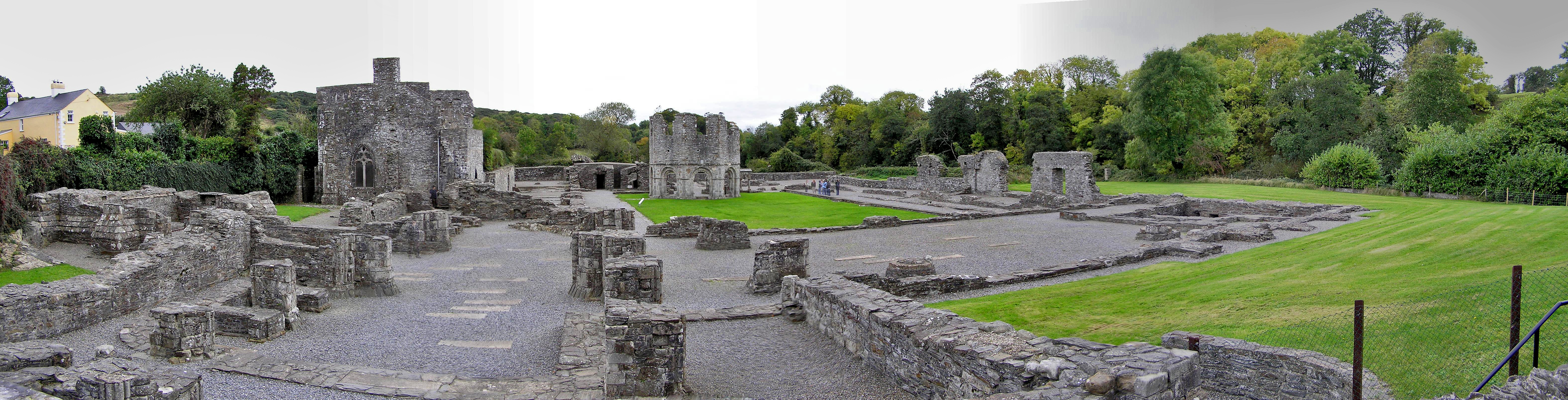
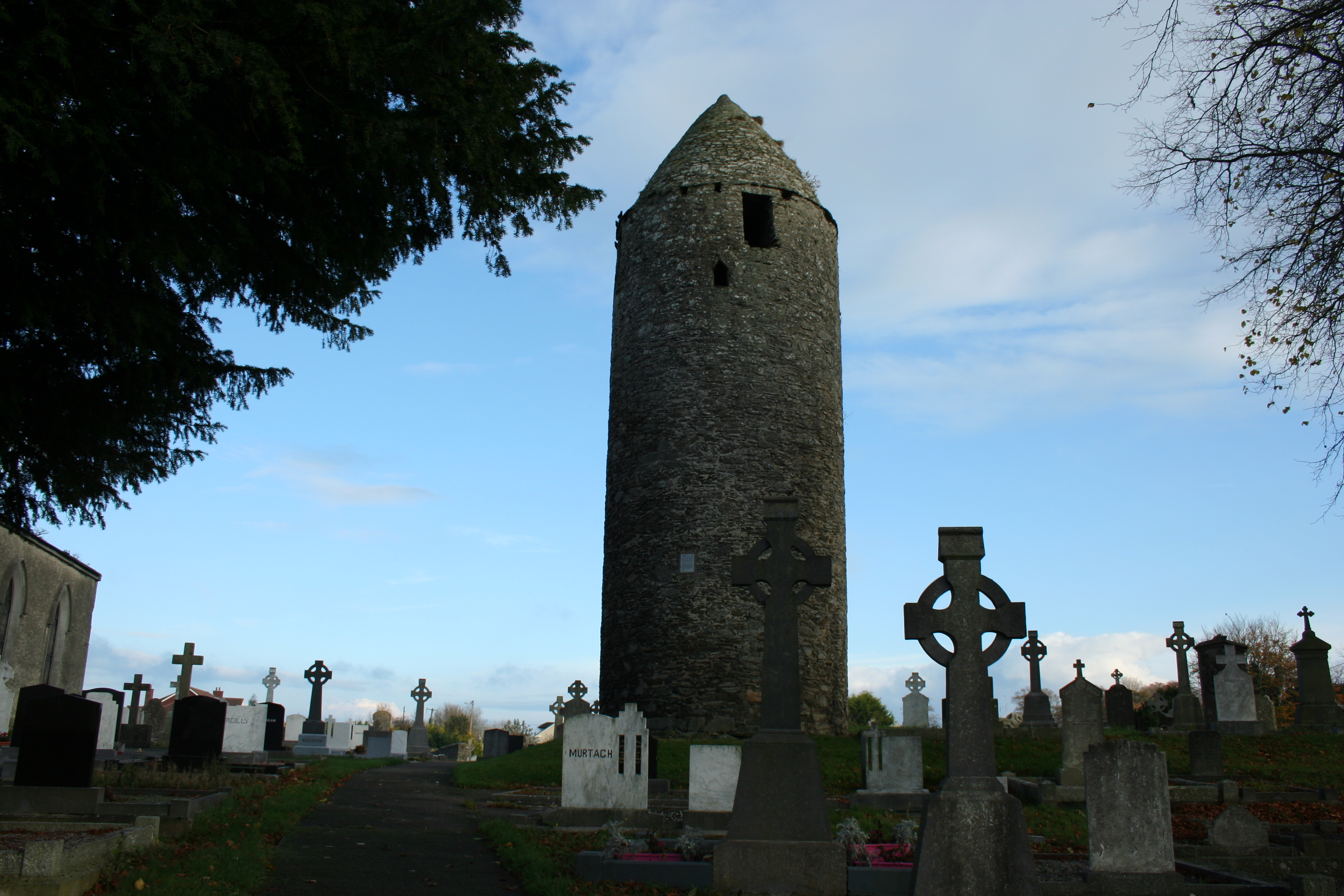
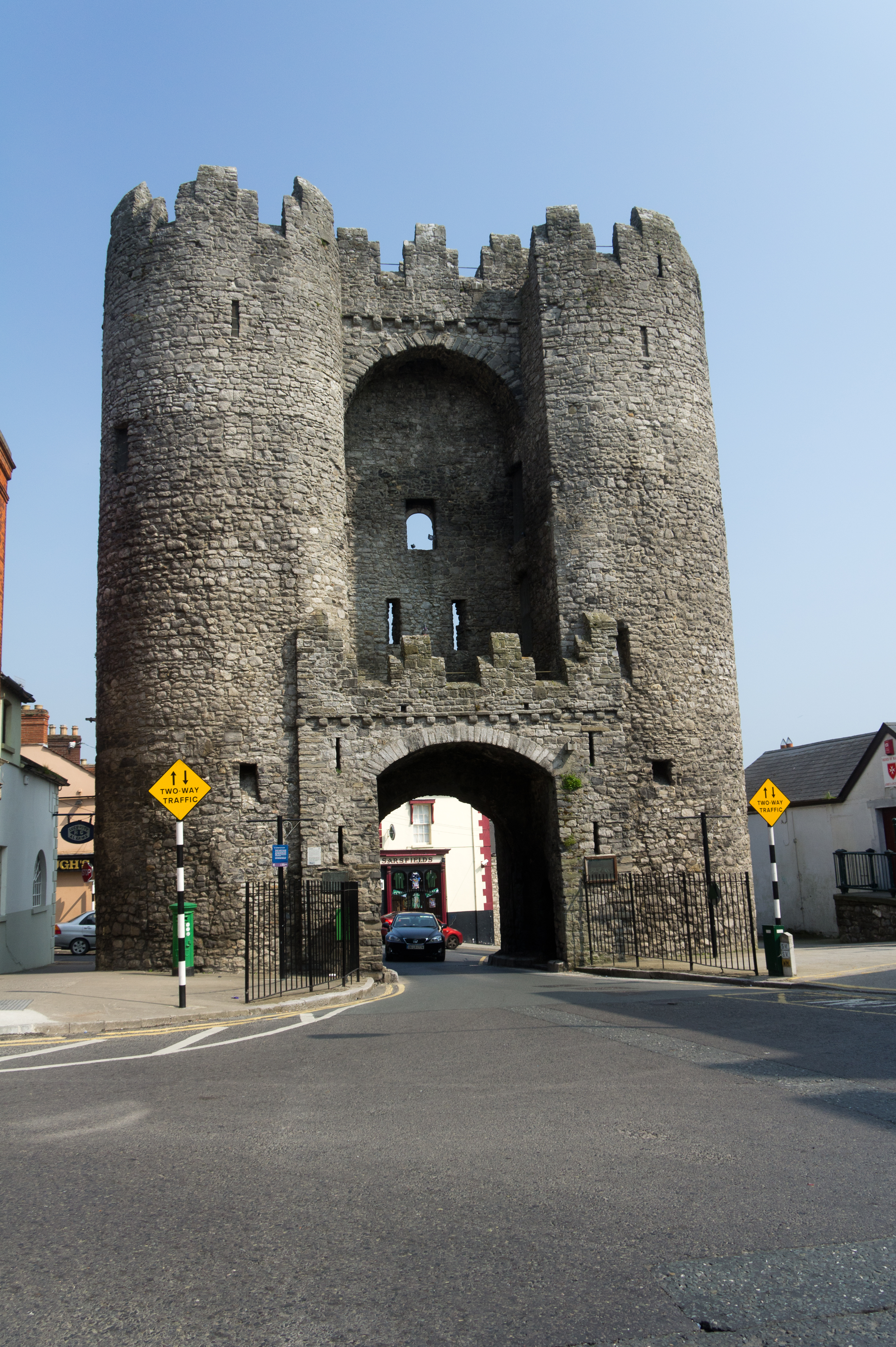
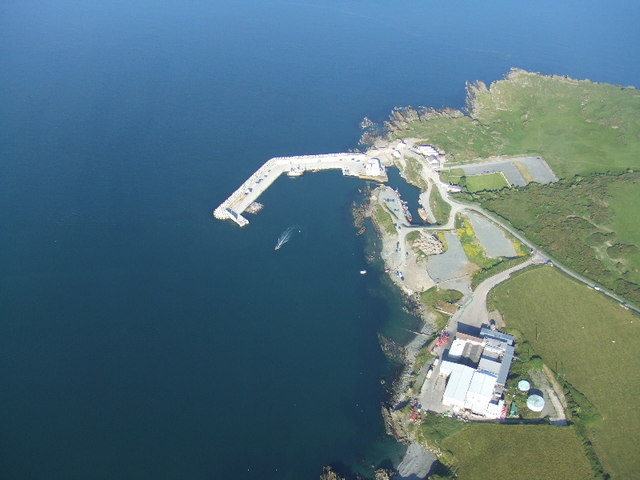
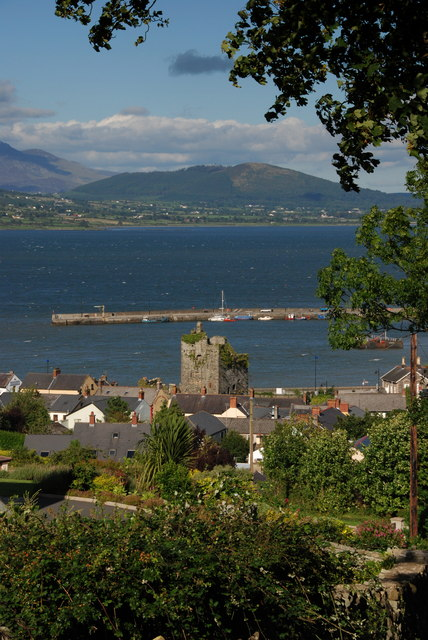

### متفرقه
- پیتر رایس - مهندس سازه